# الكمين (فلم)
الكمين (بالإنجليزية: Al Kameen (The Ambush)) هو فيلم حربي الإمارات العربية المتحدة عُرض في 25 نوفمبر 2021، وهو من إخراج بيير موريل وتأليف براندون بيرتيل وكورتيس بيرتيل. الفيلم مستوحى من أحداث حقيقية لكمين نُصِب عام 2018 لجنود إماراتيين من قبل متمردين معادين. ويُعد فيلم الكمين أكبر إنتاج سينمائي باللغة العربية في منطقة دول مجلس التعاون الخليجي، وصورت كافة مشاهد الفيلم في دولة الإمارات العربية المتحدة بمشاركة عدد من الممثلين وطاقم عمل يزيد على 400 فرد وهو إنتاج مشترك بين إيمج نيشن أبوظبي وإيه جي سي إنترناشيونال.

## القصة
الفيلم مُقتبس عن وقائع حقيقية، وتدور أحداثه حول قاعدة المخا عام 2018، حيث يحكي عن القصة البطولية لمجموعة جنود إمارتيين تعرض ثلاثة جنود منهم لكمين وفقدوا كل وسائل الاتصال مع القيادة العسكرية التابعة لهم ليحاول زملائهم إنقاذ حياتهم في مهمة خطيرة تتوسطها المشاعر القوية والإصرارعلى إتمام المهمة والانتصار في معركتهم.

## الإنجازات
حطم الفيلم الأرقام القياسية منذ انطلاقه في القاعات السينمائية في 25 نوفمبر 2021 مع أكثر من 361 ألف تسجيل في شباك التذاكر ما يجعله الفيلم الإماراتي والعربي الأكثر نجاحاً على الإطلاق في دولة الإمارات العربية المتحدة.

## طاقم العمل
الفيلم من إخراج المخرج الفرنسي العالمي بيير موريل (مخرج فيلمي تيكن ومقاطعة 13)، بالتعاون مع المنتج ديريك داوتشي (منتج فيلمي رومان جي إسرائيل وفيكتور فرانكشتاين)، وجنيفر روث (منتجة فيلم بلاك سوان)، وقام بكتابة الفيلم كل من براندون بيرتيل (كاتب فيلم الغضب 7)، وكورتيس بيرتيل (كاتب مسلسل وسام الشرف).

### الممثلون
- مروان عبد الله صالح، في دور الرقيب علي المسماري.
- خليفة الجاسم، في دور خليفة الجاسم.
- محمد أحمد، في دور الرقيب علي الهندسي.
- عبد الله سعيد بن حيدر، في دور المقدم محمد المزروعي.
- سعيد الهرش، في دور النقيب سعيد الشحي.
- حسن يوسف البلوشي، في دور عبد الله البلوشي.
- ميثاء محمد، في دور ميثاء محمد.
- مهيرة عبد العزيز، في دور طيار المقاتلة العمودية الهجومية.
- منصور الفيلي، في دور العقيد جمال الخاطري.
- خليفة البحري، في دور أحمد الصيعري.
- غانم ناصر، في دور قائد العدو.
- حسين سعيد سالم، في دور عبد الله الزيودي.
- عبد الله الرشدي، في دور زكريا الفلوسي.
- طلال البلوشي، في دور القناص.
- عمر بن حيدر، في دور علي العلي.
- إبراهيم المشرخ، في دور JTAC.
- عبد الله المقبالي، في دور مطر الخاطري.
- محمد فيصل مصطفى، في دور سائق دورية آلية.
- يعقوب تابث، في دور مقاتل شاب.
- سالم التميمي، في دور الرقيب سالم.
- سعود الكعبي، في دور مشغل LJAV.
- جمعة صالح مبارك، في دور الجابري.
- طلال عادل الاسمني، في دور طيار الطائر المقاتلة.

## وصلات خارجية
- الكمين  في قاعدة بيانات الأفلام على الإنترنت (بالإنجليزية)